# Xerraire de Treacher
El xerraire de Treacher (Pterorhinus treacheri) és un ocell de la família dels leiotríquids (Leiothrichidae).

## Hàbitat i distribució
Habita boscos i vegetació secundària, a les muntanyes de Borneo.